# Братотин
Братотин (алб. Bratotin) насељено је место у Србији у општини Ораховац. Административно припада Косову и Метохији, односно Призренском управном округу. Према попису из 2011. године било је 396 становника. Налази се северозападно од Ораховца, од којег је удаљено око 20 километара. Насеље је збијеног типа. Куће су смештене на присојној страни једног и осојној страни другог брежуљка. Братотин је са три стране опкољен брежуљцима.

## Историја
Постоји предање да је Братотин добио име по некој браћи која су у њему живела. Један од њих се „потурчио” и прешао у Црмњане, а други није хтео да прими ислам и остао је у селу. Пошто је то била велика срамота и увреда за братство, требало је прекинути све везе са братом „потурицом”. Том приликом кидали су сламку у знак кидања свих родбинских односа. Од брата који је исламизиран у Црмњану и данас живе потомци и презивају се Кидај. По другом брату, који није прешао у ислам, село је добило име Братотин.
На брежуљку северно од села налази се српско гробље. Доњи део гробља је старији и у њему се налази неколико камених плоча обраслих маховином, на којима је урезан по један крст. Према тврдњи мештана, на Главици јужно од села некада је била црква.
До 1977. године деца су у школи пратила наставу на албанском језику, што је био разлог због чега су родитељи избегавали да шаљу женску децу у школу. На залагање мештана доведен је учитељ који изводи наставу на српском језику, тако да су деца учила до 5. разреда у Братотину, а од 6. до 8. разреда у Ратковцу.

## Становништво
Према попису из 1981. године место је било већински насељено Албанцима. Након рата 1999. године Срби напуштају Братотин.
Упоредни преглед етничког састава становништва 1961, 1981. и 2011. године
| Етнички састав према попису из 1961.‍ | Етнички састав према попису из 1961.‍ | Етнички састав према попису из 1961.‍ | Етнички састав према попису из 1961.‍ | Етнички састав према попису из 1961.‍ |
| ------------------------------------ | ------------------------------------ | ------------------------------------ | ------------------------------------ | ------------------------------------ |
|                                      |                                      |                                      |                                      |                                      |
| Албанци                              | Албанци                              |                                      | 210                                  | 80,1%                                |
| Срби                                 | Срби                                 |                                      | 51                                   | 19,5%                                |
| Укупно: 262                          |                                      |                                      |                                      |                                      |

| Етнички састав према попису из 1981.‍ | Етнички састав према попису из 1981.‍ | Етнички састав према попису из 1981.‍ | Етнички састав према попису из 1981.‍ | Етнички састав према попису из 1981.‍ |
| ------------------------------------ | ------------------------------------ | ------------------------------------ | ------------------------------------ | ------------------------------------ |
|                                      |                                      |                                      |                                      |                                      |
| Албанци                              | Албанци                              |                                      | 362                                  | 84,8%                                |
| Срби                                 | Срби                                 |                                      | 65                                   | 15,2%                                |
| Укупно: 427                          |                                      |                                      |                                      |                                      |

| Етнички састав према попису из 2011.‍ | Етнички састав према попису из 2011.‍ | Етнички састав према попису из 2011.‍ | Етнички састав према попису из 2011.‍ | Етнички састав према попису из 2011.‍ |
| ------------------------------------ | ------------------------------------ | ------------------------------------ | ------------------------------------ | ------------------------------------ |
|                                      |                                      |                                      |                                      |                                      |
| Албанци                              | Албанци                              |                                      | 394                                  | 99,5%                                |
| Укупно: 396                          |                                      |                                      |                                      |                                      |

Број становника на пописима:
|             | \| Демографија[5] \| Демографија[5] \| Демографија[5] \| \| Година \| Становника \| Становника \| \| -------------- \| -------------- \| -------------- \| \| 1948. \| 162 \| \| \| 1953. \| 207 \| \| \| 1961. \| 262 \| \| \| 1971. \| 288 \| \| \| 1981. \| 427 \| \| \| 1991. \| 489 \| \| |            |
| Демографија | |            |
| Година      | Становника | Становника |
| 1948.       | 162 |            |
| 1953.       | 207 |            |
| 1961.       | 262 |            |
| 1971.       | 288 |            |
| 1981.       | 427 |            |
| 1991.       | 489 |            |

### Порекло становништва
У насељу је 1979. године било 30 кућа Албанаца и шест кућа Срба, који чине једно братство Матић.
Српски родови:
- Матић, шест кућа. Верују да су у Братотину живели и пре Косовске битке. Славе Никољдан, мала слава Свети Никола летњи.
  - Јовановић, секундарно презиме једне куће.
  - Неделковић, седундарно презиме две куће.
  - Петковић, секундарно презиме једне куће.[6]

## Архитектура
Већи део кућа зидан је печеном циглом још пре рата. Ентеријер одговара ентеријеру албанских кућа. Гостинска соба је одвојена посебним улазом, а у њој седе само мушкарци. Соба је застрта чергама, застирач је је врло груб, иазткан од козје длаке. Поред зидова су поређани јастуци. Са другим собама повезана је посебним улазом, за који се не може рећи ни да су врата ни да је прозор. Кроз њега је тешко ући, пошто има другу намену јер служи да до њега жене из кухиње принесу храну, а одатле је мушкарац преузима и сервира гостима. Оваква архитектура је карактеристична за старе зграде, док су нове планске и одговарају потребама савременог човека.